# بولنبورن
بولنبورن (به آلمانی: Böllenborn) یک شهر در آلمان است که در زودلیشه واینشتراسه واقع شده‌است. بولنبورن ۲۶۹ نفر جمعیت دارد.